# 巴特萨尔茨施利夫
巴特萨尔茨施利夫是德国黑森州的一个市镇。总面积13.04平方公里，总人口2983人，其中男性1414人，女性1569人（2011年12月31日），人口密度229人/平方公里。